# Nevada Solar One
Nevada Solar One (англ. Nevada Solar One) — концентрированная солнечная электростанция с номинальной мощностью 64 МВт и максимальной выходной мощностью паровой турбины до 72 МВт нетто (75 МВт брутто), расположенная на площади 400 акров (160 га).
Предполагаемый объём предотвращенных выбросов CO2 эквивалентен снятию с дороги примерно 20 000 автомобилей. Проект потребовал инвестиций в размере 266 миллионов долларов США, и проект официально был введен в эксплуатацию в июне 2007 года. Производство электроэнергии оценивается в 134 ГВт-ч (гигаватт-час) в год.
В 2007 году, когда электростанция была введена в эксплуатацию, это была вторая солнечная тепловая электростанция (STE), построенная в США за более чем 16 лет, а в 2007 году — самая большая электростанция STE, построенная в мире с 1991 года. Она расположена в долине Эльдорадо на юго-западной окраине Боулдер-Сити, штат Невада, и была построена в Зоне энергоресурсов этого города, для которой необходимы возобновляемые источники энергии в рамках разрешений на строительство завода; Nevada Solar One была одобрена как часть более крупного проекта Duke Energy El Dorado Energy, в рамках которого была построена электрическая мощность мощностью 1 ГВт. Генерация солнечного желоба была построена Acciona Solar Power, частично принадлежащей дочерней компанией испанского конгломерата Acciona Energy. Компания Lauren Engineers & Constructors (Абилин, Техас) была EPC-подрядчиком проекта. Acciona приобрела 55 процентов акций Solargenix (ранее Duke Solar), а Acciona владеет 95 процентами проекта. Nevada Solar One не имеет отношения к электростанции Solar One в Калифорнии.